# Piper holdridgeanum
Piper holdridgeanum är en pepparväxtart som beskrevs av Burger. Piper holdridgeanum ingår i släktet Piper och familjen pepparväxter. Inga underarter finns listade i Catalogue of Life.